# Hermann Ulrici

Hermann Ulrici

Hermann Ulrici (* 23. März 1806 in Pförten, Niederlausitz; † 11. Januar 1884 in Halle (Saale)) war ein deutscher Philosoph und Shakespeare-Forscher.

## Leben
Ulrici besuchte die Volksschule in Leipzig und das Friedrichwerdersche Gymnasium in Berlin. Auf Wunsch des Vaters studierte er ab 1824 an der Friedrichs-Universität Halle Rechtswissenschaft. 1823 wurde er Mitglied des Corps Saxonia Halle. Er wechselte an die Friedrich-Wilhelms-Universität zu Berlin, an der er das Erste Examen bestand. Auskultator und Referendar war er im heimatlichen Frankfurt (Oder). Er wandte sich der Philologie zu und fand mit seinen Arbeiten in Berlin den Beifall Wilhelm von Humboldts. Nach der Habilitation erhielt er 1834 ein Extraordinariat in Halle, wegen seiner inzwischen gegen  Hegel gerichteten Philosophie aber erst 1861 einen Lehrstuhl. 1867/68 war er Rektor der Universität Halle. Am letzten Tag seines Dekanats der Philosophischen Fakultät starb er mit 78 Jahren an einem Schlaganfall.

## Werke
- Charakteristik der antiken Historiographie. Berlin 1833.
- Geschichte der Hellenischen Dichtkunst, 2 Bde. Berlin 1835.
- Ueber Shakspeare's dramatische Kunst. (1839)
- Über Prinzip und Methode der Hegelschen Philosophie. Ein Beitrag zur Kritik derselben. Halle 1841; Reprographischer Nachdruck: Hildesheim 1997, ISBN 3-8067-0667-0.
- Das Grundprincip der Philosophie kritisch und spekulativ entwickelt, 2 Bde. Leipzig 1845–1846.
- System der Logik. Leipzig 1852.
- Compendium der Logik. Leipzig 1860; 2. Auflage 1872.
- Glauben und Wissen. Leipzig 1858.
- Gott und die Natur. Leipzig 1862; 3. Auflage 1875.
- Gott und der Mensch, 2 Bde. Leipzig 1866–1873; 2. Auflage 1874.